# Stečajni plan
Stečajni plan može se, prema čl. 2. st. 2. Stečajnog zakona, provesti tijekom stečajnog postupka radi uređivanja pravnog položaja dužnika i njegovog odnosa prema vjerovnicima, a osobito radi održavanja dužnikove djelatnosti.
Nakon otvaranja stečajnog postupka, dopušteno je izraditi stečajni plan u kojem se može odstupiti od odredbi Stečajnog zakona o unovčenju i raspodjeli stečajne mase.

## Glavne mogućnosti stečajnog plana
Stečajnim planom može se:
1. Ostaviti dužniku svu ili dio njegove imovine radi nastavljanja poslovanja
2. Prenjeti svu ili dio dužnikove imovine na jednu ili više postojećih osoba
3. Dužnika spojiti ili pripojiti drugoj osobi
4. Odrediti način namirenja stečajnih vjerovnika
5. Obveze dužnika pretvoriti u kredit
6. Smanjiti ili odgoditi isplatu obveza dužnika, itd.

## Priprema stečajnog plana

### Podnošenje plana
Dužnik može stečajni plan podnijeti zajedno s prijedlogom za otvaranje stečajnog postupka.
Nakon otvaranja stečajnog postupka stečajni plan imaju pravo stečajnom sucu podnijeti stečajni upravitelj i dužnik pojedinac, a do završnog ročišta. Na ročištu, vjerovnici mogu stečajnom upravitelju naložiti izradu stečajnog plana, a upravitelj će ga izraditi u suradnji s odborom vjerovnika i dužnikom.

### Sadržaj plana
Stečajni plan sastoji se od pripremne i provedbene osnove.
U pripremnoj osnovi se navode mjere koje su poduzete prije otvaranja stečajnog postupka ili se još trebaju poduzeti, a kako bi se stvorili temelji za planirano ostvarivanje prava sudionika.
Provedbena osnova sadrži odredbe o tome kako će se planom izmijeniti pravni položaj dužnika i vjerovnika.

### Razvrstavanje sudionika u stečajnom planu
Ako bi prema stečajnom planu učinci bili jednaki prema svim stečajnim vjerovnicima, vjerovnici se neće razvrstavati u skupine. U suprotnome vjerovnici se pri utvrđivanju njihovih prava razvrstavaju u posebne skupine:
1. vjerovnici s pravom odvojenog namirenja ako se planom zadire u njihova prava,
2. vjerovnici koji nisu nižeg isplatnog reda,
3. vjerovnici pojedinih nižih isplatnih redova,
4. posebnu skupinu tvore radnici dužnika ako sudjeluju kao stečajni vjerovnici s tražbinama koje nisu neznatne,
5. posebne skupine mogu se oblikovati od vjerovnika s malim tražbinama.

### Prava razlučnih, stečajnih te vjerovnika nižih isplatnih redova
Svim sudionicima iste skupine moraju se planom osigurati ista prava. Različito postupanje prema sudionicima iste grupe moguće je samo uz suglasnost svih sudionika koji su time pogođeni.
Stečajnim planom ne smije se zadirati u pravo razlučnih vjerovnika na namirenje iz predmeta na kojima postoje prava odvojenog namirenja, osim ako je planom izričito drukčije određeno.
Za vjerovnike koji nisu nižih isplatnih redova u provedbenoj osnovi se navodi u kojem se dijelu njihove tražbine umanjuju, na koje vrijeme se odgađa njihovo namirenje, kako se osiguravaju te koje druge odredbe plana djeluju prema njima.
Ako stečajnim planom nije drukčije određeno, smatrat će se da su njegovim prihvaćanjem prestale tražbine vjerovnika nižih isplatnih redova.

### Odgovornost dužnika
Ako stečajnim planom nije drukčije određeno, dužnik se namirenjem vjerovnika u skladu s provedbenom osnovom oslobađa svojih preostalih obveza prema tim vjerovnicima. Dužnik pojedinac može se osloboditi i svojih obveza prema stečajnim vjerovnicima koje su u stečajnom postupku ostale nenamirene, u skladu s odredbama Stečajnog zakona. Ako je planom predviđeno da dužnik pojedinac nastavlja voditi poduzeće tj. obrt, planu treba priložiti izjavu dužnika da je spreman nastaviti s vođenjem poduzeća odnosno obrta na osnovi plana. Ako je dužnik javno trgovačko društvo ili komanditno društvo, potrebno je priložiti izjavu osobno odgovornih članova društva. Uz stečajni plan će se priložiti i pregled imovine dužnika te financijski plan poslovanja tog poduzeća i namirenja obveza prema vjerovnicima, ako se predviđa da se vjerovnici namire iz prihoda poduzeća koje će nastaviti voditi dužnik ili treća osoba.

## Prihvaćanje i potvrda plana

### Odbacivanje plana
Stečajni sudac odbacit će stečajni plan po službenoj dužnosti:
1. ako nisu poštovani propisi o pravu na podnošenje i sadržaj plana,
2. ako očito nema izgleda da vjerovnici plan prihvate ili ga sud potvrdi,
3. ako se prava koja bi sudionici trebali postići očito ne mogu ostvariti.
Podnositelj ima pravo na žalbu.

### Izjašnjenje o planu
O planu se u roku od 30 dana mogu izjasniti: odbor vjerovnika, upravitelj, eventualno gospodarska ili trgovačka komora.

### Ročište za raspravu i odlučivanje o planu
Stečajni plan s prilozima i izjašnjenjima se izlaže u sudskoj pisarnici na uvid svim sudionicima postupka.
Stečajni sudac zakazat će ročište na kojem će se raspravljati i glasovati o stečajnom planu. To se ročište ne smije održati prije ročišta za ispitivanje tražbina, ali se ta dva ročišta mogu spojiti.

### Glasovanje i potrebna većina
Glasuje se po skupinama vjerovnika; svaka skupina s pravom glasa odvojeno glasuje o stečajnom planu.
Smatra se da su vjerovnici prihvatili stečajni plan ako je u svakoj skupini glasovala većina vjerovnika i ako je zbroj tražbina vjerovnika koji su glasovali za plan dvostruko veći od zbroja tražbina vjerovnika koji su glasovali protiv toga da se plan prihvati.
Ako stečajni vjerovici nisu razvrstani u skupine, plan je prihvaćen ako je za njega glasovala većina vjerovnika i ako zbroj tražbina koji su glasovali za plan premašuje zbroj tražbina vjerovnika koji su bili protiv.
Smatra se da je glasačka skupina prihvatila plan, iako potrebna većina nije postignuta, ako vjerovnici te skupine stečajnim p'lanom nisu stavljeni u lošiji položaj od onoga u kojem bi bili da plana nema, ako primjereno sudjeluju u gospodarskim koristima i ako je većina glasačkih skupina prihvatila plan (zabrana opstrukcije).

### Potvrda plana
Nakon što vjerovnici prihvate stečajni plan i dužnik pristane na njega, stečajni sudac će odlučiti o tome hoće li plan potvrditi. Prije odluke, sudac će saslušati upravitelja, odbor vjerovnika i dužnika.
Ako je planom predviđeno da se prije potvrde moraju izvršiti određene činidbe ili mjere, plan se smije potvrditi samo ako su te pretpostavke ispunjene (tzv. Uvjetni plan).
Stečajni sudac će po službenoj dužnosti uskratiti potvrdu plana ako su:
1. bitno povrijeđeni propisi o sadržaju, izradi, donošenju i prihvaćanju plana ili
2. plan prihvaćen na nedopušten način.

## Učinci potvrđenog plana i nadzor nad ispunjenjem
Rješenje o potvrdi stečajnog plana djeluje prema svim sudionicima od svoje pravomoćnosti.
Na osnovi pravomoćnog rješenja, stečajni vjerovnici čije su tražbine utvrđene i koje na ispitnom ročištu dužnik nije osporio, mogu pokrenuti postupak prisilne ovrhe protiv dužnika.
Čim rješenje o potvrdi stečajnog plana postane pravomoćno, sudac će donijeti rješenje o zaključenju stečajnog postupka.
Prema potrebi, sudac će odrediti nadzor nad ispunjavanjem plana. Nadzor obavljaju upravitelj, odbor vjerovnika i sudac. Tijekom trajanja nadzora, upravitelj je dužan izvjestiti odbor vjerovnika i sud o ispunjenju plana ta o daljnjim izgledima za njegovo ispunjenje. Utvrdi li upravitelj da se tražbine ne ispunjavaju ili ne mogu ispuniti, dužan je o tome bez odgode podnijeti prijavu sudu i odboru vjerovnika.
Sudac će donijeti rješenje o ukidanju nadzora ako su tražbine čije se ispunjenje nadzire ispunjene ili je njihovo ispunjenje osigurano ili ako je od zaključenja stečajnog postupka prošlo tri godine, a nije podnesen prijedlog za otvaranje novog stečajnog postupka. 
Troškove nadzora snosi dužnik.